# Isla Lamassa
La isla Lamassa es una isla en la bahía de Lamassa frente al pueblo de Lamassa frente a la costa suroeste de Nueva Irlanda, Papúa Nueva Guinea. Contiene el aeropuerto de Lamassa y un pueblo en la costa norte.